# Joan Hickson
Joan Hickson, född 5 augusti 1906 i Kingsthorpe nära Northampton i Northamptonshire, död 17 oktober 1998 i Colchester i Essex, var en brittisk skådespelare.
Hickson debuterade redan som femåring i Askungen, och när hon var 19 år sökte hon in på teaterskola.
Joan Hickson är mest känd för sin rolltolkning som deckartanten Miss Marple i TV-serien som bygger på Agatha Christies detektivromaner. Från 1984 till 1992 spelade Hickson in samtliga tolv romaner för BBC. Redan på 1940-talet när Hickson hade roll i en teaterpjäs av Agatha Christie, såg Christie själv vilka möjligheter Hickson hade att, senare i livet, gestalta Miss Marple. Detta berättade Hickson om i en intervju 1993. Enligt Hickson blev hon själv tämligen förvånad över författarens kommentar, eftersom hon fortfarande var alltför ung för rollen.

## Filmografi i urval
- De 39 stegen (1935)
- Mannen som kunde göra underverk (1936)
- Gastkramad (1946)
- En tusan till karl (1952)
- I mannens våld (1954)
- 4.50 från Paddington (1961)
- The Body in the Library (1984)
- A Pocket Full of Rye (1985)
- A Murder Is Announced (1985)
- The Moving Finger (1985)
- The Murder at the Vicarage (1986)
- 4.50 from Paddington (1987)
- Nemesis (1987)
- At Bertram's Hotel (1987)
- Sleeping Murder (1987)
- A Caribbean Mystery (1989)
- They Do It with Mirrors (1991)
- The Mirror Crack'd (1992)